# Toynbee-Kacheln

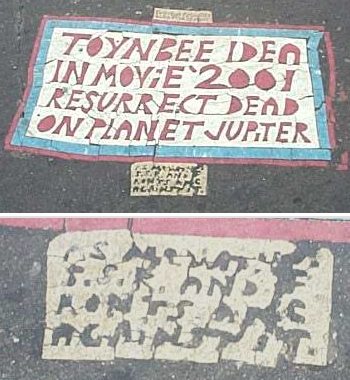
Toynbee-Kachel in Washington, D.C.

Toynbee-Kacheln (en. „Toynbee tiles“) sind auf Straßen verschiedener US-amerikanischer Städte aufgebrachte Botschaften, die – mit leichten Variationen – einen rätselhaften Text zeigen:

„TOYNBEE IDEA

IN MOViE `2001

RESURRECT DEAD

ON PLANET JUPITER“

(dt. in etwa: „Toynbee Idee, im Film 2001, Tote auferstehen lassen, auf dem Planeten Jupiter“).

## Nachforschungen
Es gab wiederholt Versuche, die Botschaft zu deuten und den Urheber ausfindig zu machen. Der US-amerikanische Künstler Justin Duerr befasst sich seit 1993 mit dem Phänomen der Toynbee-Kacheln. Mit dem Filmemacher Jon Foy drehte er die Dokumentation Resurrect Dead: The Mystery of the Toynbee Tiles, die 2011 beim Sundance Film Festival gezeigt wurde. Er fand heraus, dass bereits 1983 ein gewisser James Morasco erfolglos versucht hatte, die Botschaft einer möglichen Wiederbelebung Verstorbener auf dem Planeten Jupiter über die Medien zu verbreiten. Danach habe er begonnen, die Toynbee-Kacheln auszulegen. Zusätzlich habe er seine Botschaft über einen eigenen Piratensender verkündet.

## Die Kacheln
Üblicherweise haben die Kacheln eine rechteckige Form von etwa 30 cm Breite und 15 cm Höhe, doch auch hier gibt es Variationen. Manche beinhalten zusätzlichen Text mit teils wirren Botschaften. Die Kacheln bestehen aus Linoleum, aus dem die einzelnen Zeichen herausgeschnitten sind. Die Kacheln sind mithilfe von Teer fest mit dem Straßenbelag verklebt. Es ist möglich, dass die vorbereiteten Kacheln in Teerpappe eingewickelt und auf die Straße gelegt wurden, wo sie dann von den darüber fahrenden Autos festgedrückt wurden. Die obere Schicht löste sich durch die vom Straßenverkehr verursachte Reibung mit der Zeit auf, und die Schrift wurde sichtbar. Mit der Zeit verschwinden die Kacheln wieder, durch Abnutzung, gezielte Entfernung oder Erneuerung des Straßenbelags.

## Verbreitung
Bis 2006 wurden etwa 160 Toynbee-Kacheln dokumentiert. Zentren waren Philadelphia und New York City, wo die meisten der bekannten Kacheln gefunden wurden. Es sind jedoch auch andere US-amerikanische Städte betroffen (darunter Washington, Baltimore, Pittsburgh u. a.). Einzelne Kacheln wurden sogar in Südamerika gefunden (Rio de Janeiro, Buenos Aires, Santiago de Chile).

## Die Botschaft
Nach Duerr bezieht sich das Wort „Toynbee“ auf den britischen Geschichtsphilosophen Arnold J. Toynbee, der in seiner Autobiografie Experiences (1969) über das Leben nach dem Tod nachdachte. „Movie 2001“ deutet auf den Film 2001: Odyssee im Weltraum (1968), in dem eine Reise zum Jupiter stattfindet. Es scheint, dass der Urheber der Toynbee-Kacheln beides auf seine Weise kombiniert hat.

## Der vermutliche Urheber
Laut Justin Duerr ist ein Eigenbrötler aus Philadelphia namens Severino „Sevy“ Verna der Urheber der Kacheln. Verna habe zeitweise das Pseudonym „James Morasco“ benutzt, was die Nachforschungen zunächst in die Irre geleitet habe. Ein eindeutiger Beweis fehlt jedoch.